# Ariel (Disney)
Pour les articles homonymes, voir Ariel.
Ariel est un personnage de fiction qui est apparu pour la première fois dans le long métrage d'animation La Petite Sirène (1989). Elle est inspirée du personnage du conte La Petite Sirène de Hans Christian Andersen.
Le personnage apparaît dans les suites du film sorties directement en vidéo, La Petite Sirène 2 (2000) et Le Secret de la Petite Sirène (2008) ; dans une série télévisée, La Petite Sirène (1992-1995). En 2023 dans La Petite Sirène, le remake du film de 1989 en prise de vues réelles et en 2024 dans Ariel, seconde série télévisée d'animation inspirée de la nouvelle adaptation.
Elle fait partie de la franchise Disney Princess.

## Description
Dans l'illustre film de 1989, Ariel est la plus jeune des sept filles du Roi Triton, elle a 16 ans. Elle est présentée comme étant aventureuse et curieuse du monde des humains, une fascination qui choque son père. Ce dernier affirme que les ondins n'ont pas le droit de prendre contact avec le monde terrestre, et il se montre très méfiant envers les êtres humains. Son meilleur ami dans le film est un poisson nommé Polochon, et elle développe une relation étroite avec le fidèle bras droit de son père, un crabe nommé Sébastien. Ariel récupère divers objets du monde d’en haut et les garde en secret dans une grotte où est étendue toute sa collection.
Au cours du film, Ariel sauve la vie du Prince Éric et en tombe amoureuse. Après une violente dispute avec son père, elle rend visite à la sorcière des mers, Ursula, et fait commerce de sa voix contre des jambes humaines pendant trois jours afin d'obtenir une chance de gagner le cœur d’Éric. Ariel réussit presque à  obtenir le « vrai baiser de l'amour », mais est arrêtée par Ursula qui met en œuvre son ignoble tactique. Lorsque les trois jours arrivent à leur terme, Ariel retrouve sa forme de sirène. Le Roi Triton doit alors céder sa couronne et son trident à Ursula pour sauver sa fille. Dans la bataille qui suit, Éric tue Ursula et Triton retrouve ses attributs. Quand le film se termine, Ariel est retransformée en humaine de façon permanente par le Roi Triton et épouse le Prince Éric.

### Série télévisée
La série préambule, qui a d'abord fait ses débuts en 1991, a lieu lors d'une période indéterminée avant l'ordre chronologique du film de 1989 (et peut-être peu de temps après celui de 2008), et tourne autour des aventures d’Ariel. Ses amis, Polochon et Sébastien figurent également, en bonne place, dans la série. Ariel continue à être fascinée par les choses terrestres et recueille beaucoup d’éléments dans sa grotte. Le Prince Éric, apparaît parfois dans la série, mais Ariel ne se voit pas encore à ses côtés comme indiqué dans le film de 1989.

### La Petite Sirène 2: Retour à l'océan
La suite du film sorties directement en vidéo se passe douze ans après les évènements de (La Petite Sirène). La (La Petite Sirène 2 : Retour à l'océan), dévoile Ariel comme ayant donné naissance à une fille, Mélodie. Quand Mélodie se voit menacée par une sorcière des mers, nommée Morgana (la sœur cadette d’Ursula, décédée à la fin du film de 1989), Ariel et son mari Éric décident de garder Mélodie en sécurité, hors de la mer, et, à cet effet, de construire une haute muraille séparant le château de celle-ci. Mais l'amour de Mélodie pour la mer s'avère trop fort, et quand elle tombe dans l’embrayage de Morgana, Ariel est obligée de reprendre temporairement ses atouts de sirène afin de venir à son secours. Cette suite fait d’Ariel une mère surprotectrice, à l'image de son père dans le premier film.

### Le Secret de la Petite Sirène
Le préambule de 2008, se déroulant chronologiquement avant les événements du premier film, montre Ariel comme une sirène très jeune menant une vie heureuse avec son père, le Roi Triton, sa mère, la Reine Athéna, et ses sœurs. Après qu’Athéna fut tuée par des pirates, le Roi Triton interdit toute musique à Atlantica.
Ariel et ses sœurs grandissent en vivant sous les règles strictes du Roi Triton. Ariel découvre finalement un club souterrain secret où la musique est jouée. C’est là qu’elle y chante la chanson Je me rappelle (I remember, en anglais), qui l'aide à se rappeler son passé lointain, entouré par l'amour et la musique. Plus tard (avec l'aide de Sébastien), Ariel trouve la boîte à musique de sa mère et la renvoie au Roi Triton, qui change d’avis et permet la musique à Atlantica.

### Comédie musicale
Une comédie musicale tirée du film de 1989 fait ses débuts en 2007 ; l'histoire est presque identique au film mais quelques nouvelles chansons ont été ajoutées à l'héroïne, accompagnant également les chansons du film transférées à la scène. The World Above (Le monde d'en haut) est d’ailleurs la chanson d'introduction qu'Ariel interprète et qui remplace la fameuse séquence du requin dans le film. Dans l'acte 2, même si Ariel est devenue muette, elle chante deux chansons afin d'exprimer ses pensées et ses sentiments ; ces chansons sont Beyond My Wildest Dreams (Au-delà de mes rêves les plus fous), où Ariel explore le monde des humains pour la première fois, et If Only (Si seulement), dans laquelle Ariel déplore le fait de ne pouvoir exprimer ses sentiments à Éric. En outre, la voix d'Ariel peut être entendue dans l'extension de l'ouverture de Fathoms Below (Pénétrer ci-dessous), même si on ne l'aperçoit pas sur scène.
La comédie musicale comporte également de nouvelles fonctionnalités et éléments qui ne sont pas présents dans le film. Il est expliqué grâce au dialogue qu’Ariel a hérité de la voix sa mère. La romance entre Ariel et Éric est élargie par rapport au film, notamment par une séquence musicale One Step Closer (Un pas de plus) où le couple danse ensemble. Dans la bataille finale, c’est d'Ariel, et non pas Éric, qui tue Ursula en fracassant le coquillage magique. La raison de ce changement est que l'équipe de création musicale n'a pas voulu qu’Ariel ait un rôle passif lors de cette scène importante.

### Apparence

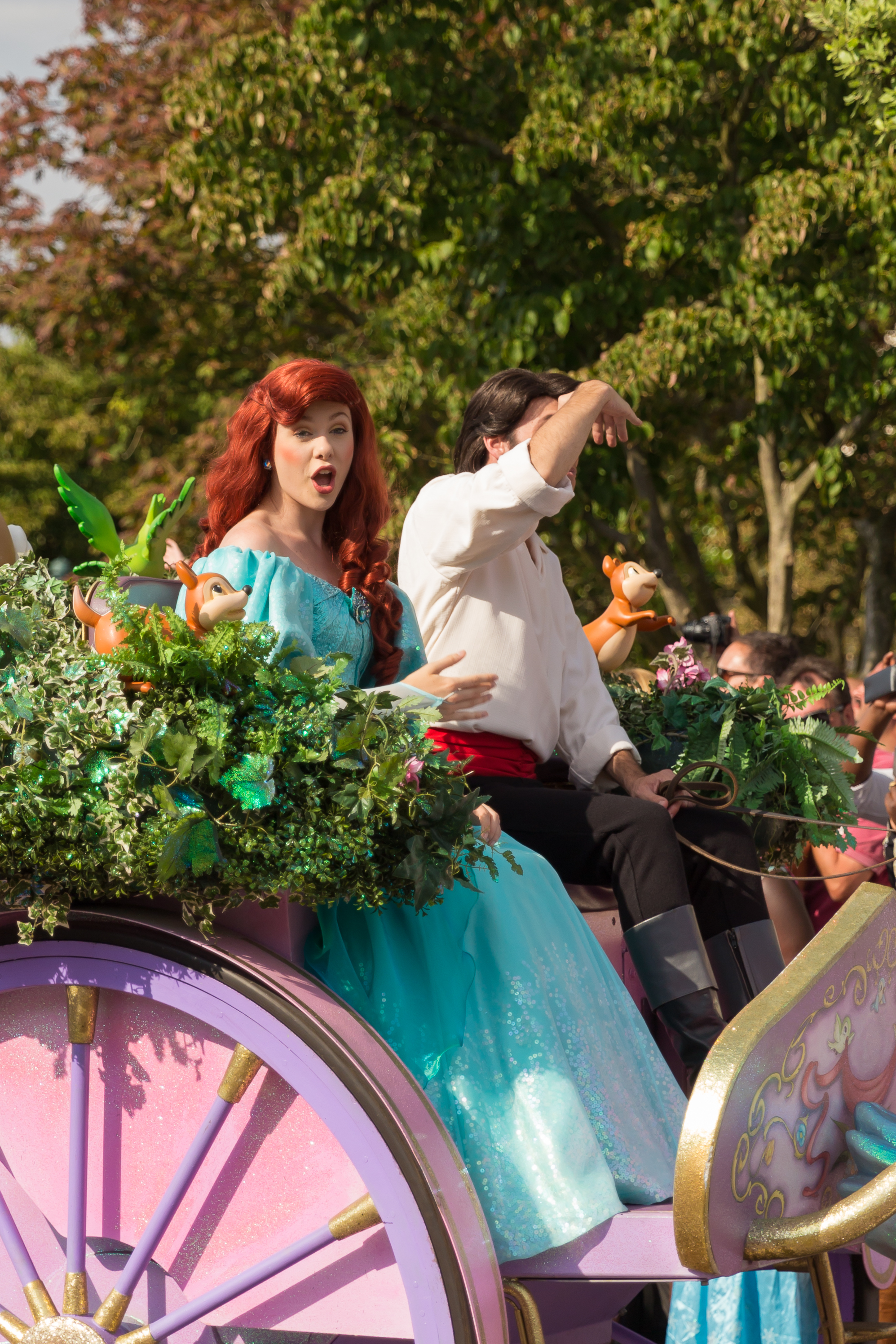
Ariel en compagnie de son prince Éric lors de la Disney Magic On Parade à Disneyland Paris.

- La conception originale d'Ariel fut développée par l'animateur Glen Keane, qui aurait déclaré dans une conférence que l’apparence du personnage était fondée sur sa propre femme[6]. Jodi Benson, qui a prêté sa voix au personnage et qui, lors d'enregistrements, fut repérée par les animateurs, trouvant qu'elle avait des mimiques qui devaient se retrouver dans Ariel. Jodi Benson a dit dans une interview télévisée : « Quand j'enregistrais, j'utilisais mon corps et à partir de la vidéo, ils ont utilisé certaines de mes attitudes, même si tout doit d'abord être imprimé par la voix. […] Elle commence à me ressembler, par ma façon de bouger […]. Elle n'était pas du tout comme moi au début, et maintenant elle réagit comme moi, en particulier le buste. »
- Pour créer le personnage d'Ariel, les dessinateurs se sont inspirés de l'actrice américaine Alyssa Milano ; en revanche, c'est la comédienne Sherri Stoner qui a servi de modèle vivant[7].
- L’un des nombreux défis de l'animation de ce personnage fut l’utilisation de nombreuses couleurs diverses nécessaires à l'affichage d’Ariel dans les environnements, tel que la mer ainsi que sur terre. Trente-deux modèles de couleurs différentes, sans compter les changements de costumes, furent requis par les animateurs. Le bleu-vert, couleur de la queue d'Ariel, fut une teinte spécialement mixée par le laboratoire de peinture Disney, la couleur fut donc nommée « Ariel » après le film[8].

## Interprètes
- Voix originales : Jodi Benson (dialogues et chant - trilogie, série, le jeu vidéo, Kingdom Hearts (série de jeux vidéo), Mickey, la magie de Noël, Tous en boîte, Kinect Disneyland Adventures, Princesse Sofia, Disney Dreamlight Valley)
- Voix albanaises : Manjola Merlika (dialogues) & Jodi Benson (chant)
- Voix allemandes : 
  - 1990 : Dorette Hugo (dialogues) et Ute Lemper (chant)
  - 1998 : Anna Carlsson (dialogues) et Naomi Van Dooren (chant)
  - Série télévisée : Dorette Hugo (dialogues) et Jana Werner (chant)
- Voix arabe : Rula Zaki
- Voix autrichienne : Caroline Vasicek (dialogues et chant)
- Voix bulgares : Mina Kostova (dialogues) et Vesela Boneva (chant)
- Voix brésiliennes : 
  - 1989 : Marisa Leal (dialogues) et Gabriela Ferreira (chant)
  - 1998 : Marisa Leal (dialogues) et Kiara Sasso (chant)
- Voix cantonaises : Peggy Chu / Jue Miu Laan / 朱妙蘭 (dialogues) et Cally Kwong (chant)
- Voix chinoises :
  - "Ariel Sung" Sòng Wén / 宋文 (1er film) ; Chén Dé-Róng / 陈德容 (dialogues) et Chén Xiù-Zhū / 陈秀珠 (chant) (2e film) ; Liú Xiǎo-Yún / 劉小芸 (3e film) (Taïwan)
  - (voix inconnue) (Chine)
- Voix coréennes : Su-Gyeong Kim (dialogues) et Son Yeong-Jin (chant)
- Voix croate : Renata Sabljak (dialogues et chant)
- Voix danoises :
  - Marie Ingerslev (dialogues) et Sissel Kyrkjebø (chant)
  - Louise Fribo (dialogues et chant-suites)
- Voix espagnoles d'Espagne : Graciela Molina et María Caneda (chant)
- Voix espagnoles latino-américaines : Gabriela Léon (dialogues) et Isela Soleto (chant)
- Voix finnoises : 
  - 1990 : Johanna Nurmimaa (dialogues et chant)
  - 1998 : Nina Tapio (dialogues et chant)
- Voix françaises : Claire Guyot (trilogie (dialogues et chant, 1er doublage ; dialogues seulement, 2d doublage), série, le jeu vidéo, Mickey, la magie de Noël, Tous en boîte, Kinect Disneyland Adventures, Disney Dreamlight Valley), Marie Galey (chant, 2d doublage et suites ; chant, Tous en boîte ; chant, Kingdom Hearts 2 ; dialogues et chant, Ralph 2.0), Laura Préjean (dialogue, Kingdom Hearts 1 et 2), Valérie Siclay (Once Upon a Time) et Cerise Calixte (film en prise de vues réelles)[9]
- Voix grecques :
  - 1989 : Krísti Stassinopoúlou / Κρίστη Στασινοπούλου (dialogues et chant)
  - 1998 : Christina Kouloumbi (dialogues) et Anna Rossi / Άννα Ρόσση (chant)
- Voix hébraïque : Shlomit Aharon (dialogues et chant)
- Voix hongroise : Marika Oszvald (dialogues et chant)
- Voix islandaise : Valgerður Guðnadóttir (dialogues et chant)
- Voix italienne : Simona Patitucci (dialogues et chant)
- Voix japonaise : Mayumi Suzuki (dialogues et chant)
- Voix néerlandaise : Laura Vlasblom (dialogues et chant)
- Voix norvégienne : Sissel Kyrkjebø (dialogues et chant)
- Voix polonaise : Beata Jankowska-Tzimas (dialogues et chant)
- Voix portugaises : Mila Belo (dialogues) et Anabela Pires (chant)
- Voix québécoises : Violette Chauveau (dialogues), Dominique Faure (chant, 1er film) et Nancy Fortin (chant, 2e film) ; Audrey-Louise Beauséjour (film en prise de vues réelles)
- Voix roumaines : Lara Ionescu (dialogues) et Maria Răducanu (chant)
- Voix russe : Svetlana Svetikova / Светлана Светикова (dialogues et chant)
- Voix suédoise : Sissel Kyrkjebø (dialogues et chant)
- Voix tchèque : Jana Mařasová (dialogues et chant)
- Voix thaïlandaises : 
  - 1991 : Martina Sprangers (dialogues et chant)
  - 1998 : Janjira Nimpitakpong (dialogues et chant)
- Voix turques : Berna Terzi Erol (dialogues) et Şebnem Ferah (chant)
- Sierra Boggess (dialogues et chant, comédie musicale), Joanna García Swisher dans Once Upon a Time et Halle Bailey dans le film en prises de vues réelles.

## Chansons interprétées par Ariel
- Partir là-bas ou Parmi ces gens au Québec (Part of Your World) et sa reprise dans La Petite Sirène
- Un flocon d'amour (Just a Little Love) dans la série
- Je veux danser (Daring to Dance) dans la série
- Sous le soleil et sous l'océan ou Au fond de l'océan au Québec (Down to the Sea) avec Éric, Grimbsy, Mélodie, les marins, les animaux de la mer, Sébastien et les ondins dans La Petite Sirène 2 : Retour à l'océan
- Ce grand moment ou Pour un moment au Québec (For A Moment) avec Mélodie dans La Petite Sirène 2 : Retour à l'océan
- La Terre et l'Océan ou Sous la mer et sur Terre au Québec (Here on the Land and Sea) avec la population de la terre et de l'océan
- Je me rappelle (I Remember) dans Le Secret de la Petite Sirène

## Phrases cultes
- Introduction de la chanson Partir là-bas : « Je ne vois pas les choses à sa manière. Comment est-ce qu'un monde qui fait d'aussi beaux objets, pourrait être aussi barbare ? »

## Caractéristiques particulières
- C’est Jodi Benson qui effectue également la voix chantée d’Ariel parce que les directeurs de Disney ont estimé qu'il était vraiment important d'avoir la même personne faisant le chant et la voix parlée. Le coréalisateur Ron Clements a fait remarquer que la voix de Benson comportait une certaine « douceur » et « jeunesse », unique en leur genre[8].
- Lors de l'enregistrement de la chanson Partir là-bas, Benson aurait demandé que les lumières dans le studio soient totalement éteintes afin de créer l’impression d'être profondément sous la mer.
- Dans la grotte d'Ariel, on peut apercevoir une peinture de Georges de La Tour (XVIIe siècle) : La Madeleine à la veilleuse.
- La chanson chantée par Ariel devait en réalité s'appeler : I Want (« Je veux »)[6], mais elle fut nommée, par la suite : Partir là-bas, qu'Ariel chante dans sa grotte secrète proclamant sa fascination pour le monde humain. La chanson, à l'origine, devait être chantée dans la scène finale du film, en raison de l'allégation selon laquelle elle ralentissait l'histoire, mais Howard Ashman aurait lutté pour la laisser[6]. Une reprise de la chanson est en vedette, un peu plus tard dans le film, lorsqu'Ariel déclare qu'elle veut veut faire partie du monde du Prince Éric.
- À partir de 2000, Ariel est la seule Disney Princess à être mère[10].
- Jusqu'à Giselle du film de 2007 Il était une fois, Ariel fut la seule des Disney Princess à avoir les cheveux roux[10].
- Grâce au succès du film de 1989, sorti une série d'albums de musique chantés par Jodi Benson. Parmi ces albums, figurent les suivants : 
  - Disney's Sebastian from the Little Mermaid — Ariel chante deux morceaux, Dancing Mood et Dance the Day Away, et apporte des voix dans Day-O (The Banana Boat Song)[11].
  - Splash Hits — Cet album est doté de chansons utilisées dans le préambule ainsi que dans d’autres série originale. Ariel chante près de la moitié des titres de l'album[12].
  - Songs From The Sea — Entièrement composé de chansons originales, Ariel chante la majorité des pistes[13].
  - Ariel est également incluse dans les différents albums qui ont été libérés dans le cadre de la franchise Disney Princess. La chanson la plus importante est : If You Can Dream, qui comprend des solos chantés par la plupart des membres du groupe Disney Princess. C'est Jodi Benson qui interprète également Ariel dans cet album[10].
- Ariel se rend régulièrement au Walt Disney Parks and Resorts, dans un endroit spécial appelé « La grotte d’Ariel »[14].
- Ariel fait également des apparitions dans Peter Pan's Flight au Magic Kingdom de Walt Disney World[15] et dans It's a Small World à Hong Kong Disneyland[16].
- Elle a également un rôle majeur dans le Mickey's PhilharMagic[17] et est l'héroïne principale dans ses propres spectacles en direct à Disney's Hollywood Studios (Voyage of the Little Mermaid)[18] et Tokyo DisneySea (Mermaid Lagoon Theater)[19].
- Une tour sombre, basé sur le film, fut imaginée pour le Parc Disneyland, mais n'a jamais été construite. Il fut annoncé qu'une nouvelle conception de la version de l'attraction devrait être construite dans le cadre de l'expansion majeure de Disney's California Adventure.
- Ariel apparaît comme une invitée régulière de la série télévisée d'animation Disney's tous en boîte et ses promotions. Son apparence varie irrégulièrement entre sa forme humaine et sa forme de sirène, en fonction de ce que la situation exige. Ces apparences ne font pas partie de la continuité du film d'animation. Jodi Benson continue à fournir sa voix pour Ariel dans cette série[20].
- Ariel est l'un des onze personnages de la ligne Disney Princess, une franchise destinée aux jeunes filles. La franchise couvre une grande variété de marchandises, y compris des magazines, des albums de musique, des jouets, des vêtements ainsi que des articles de papeterie. Ariel est habituellement représentée sous sa forme de sirène sur la marchandise, mais apparaît également sous une forme humaine et porte alors sa robe bleue, blanche ou sa robe de mariée rose[10].
- De toutes les Disney Princess, Ariel est la seule à ne pas être originellement humaine. Elle est également la seule Disney Princess à être représentée nue (à l'exception du soutien-gorge) [dans la scène où Ursula la transforme en humaine][10].
- Dans le film A Goofy Movie, les personnages principaux séjournent dans un motel qui est décoré selon un thème océanique, la chambre nuptiale est ornée avec de figurines d'Ariel dans sa forme de sirène[21].
- Le personnage d'Ariel a été référencé et parodié de nombreuses fois dans différents médias indépendants. Certains de ces apparitions sont énumérées ci-dessous : 
  - La série télévisée animée Futurama fait quelques références à Ariel. Dans l'épisode The Series Has Landed, une robote appelé Le Crushinator dit : « Non, papa, je l'aime » à son père en se référant à Bender, une phrase qui a été prononcée par Ariel à son père dans le film.
  - Dans un épisode de la série Futurama, les personnages principaux sont traînés au fond de l'océan où le héros, Fry, rencontre une sirène similaire à  Ariel. La sirène s’appelle « Umbriel » et est originaire de la cité perdue d'Atlanta. Il convient de noter qu'Ariel et Umbriel sont les deux lunes en orbite autour d'Uranus, du nom de deux des sylphes d'Alexander Pope, The Rape of the Lock.
  - Dans la série animée, Princess Clara, l'apparence et la personnalité de Clara sont basés sur la princesse Ariel. La Princesse Clara est interprétée par Tara Strong, qui a également interprété la fille d'Ariel, Melodie.
  - Dans le jeu vidéo NES Skate or Die 2, la conception de la petite amie du personnage jouable, CJ, est basé sur Ariel.
  - Ariel est également un personnage récurrent de la série de jeux vidéo Kingdom Hearts, se basant sur divers univers propres à Disney.
  - En 2004, dans Shrek 2, au cours de la chanson Accidentally in Love, une vague géante amène Ariel sur la plage. Fiona l'empoigne par la queue et la jette dans l'océan[22].
- Ariel est une fonctionnaire ambassadrice pour le Keep Our Oceans Clean campagne par Environmental Defense, Le Sanctuaire national de la marine, et la National Oceanic and Atmospheric Administration[23].
- Les sites de fans consacré à la princesse emblématique de Disney ne sont pas rares, et il y en a même un dédiée à sa TLM et d'autres caractères, appelé ArielCon[24].
- Ariel est l'un des personnages Disney les plus emblématiques ; sa combinaison spécifique de ses cheveux rouges, son soutien-gorge violet en forme de coquillage et sa fameuse queue verte font d'elle une héroïne nettement identifiable[8]. Elle est devenue un personnage emblématique pour les enfants et les jeunes femmes qui ne se lasse pas d’usurper son identité.
- De nombreux artistes amateurs d'art sur des sites tels que DeviantArt  ont également créé leur propre modèle de sirènes après Ariel[25].
- Jodi Benson, la voix originale d’Ariel, a assisté à la soirée d'ouverture de comédie musicale du film de 1989[26].